# (36307) 2000 JY65
2000 JY65 (asteroide 36307) é um asteroide da cintura principal. Possui uma excentricidade de 0.20074120 e uma inclinação de 14.01266º.
Este asteroide foi descoberto no dia 6 de maio de 2000 por LINEAR em Socorro.